# State pattern

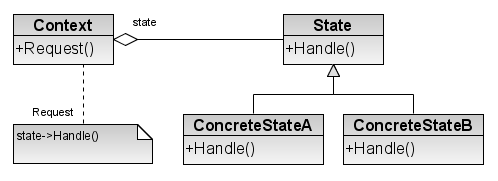
Schema UML del design pattern State

Nella programmazione orientata agli oggetti, lo State è un design pattern comportamentale. Esso consente ad un oggetto di cambiare il proprio comportamento a run-time in funzione dello stato in cui si trova.

## Struttura
- Context: Definisce la classe del client e mantiene un riferimento ad un ConcreteState.
- State: Definisce l'interfaccia, implementata dai ConcreteState, che incapsula la logica del comportamento associato ad un determinato stato.
- ConcreteState: Implementa il comportamento associato ad un particolare stato.

## Benefici e conseguenze
Tra i benefici dell'adozione di questo design pattern vi sono:
- Il comportamento associato ad uno stato dipende solo da una classe (ConcreteState)
- La logica che implementa il cambiamento di stato viene implementata in una sola classe (Context) piuttosto che con istruzioni condizionali (if o switch) nella classe che implementa il comportamento.
- Evita stati incoerenti.

Tra le conseguenze:
- Incrementa il numero delle classi.